# Bartolomeu Dias
Bartolomeu Dias, OM, OMP (ca. 1450 — 29 de maio de 1500) foi um navegador português que ficou célebre por ter sido o primeiro europeu a navegar para além do extremo sul da África, contornando o Cabo da Boa Esperança e chegando ao Oceano Índico a partir do Atlântico, abrindo o caminho marítimo para a Índia.
Dele não se conhecem os antepassados, mas mercês e armas a ele outorgadas passaram a seus descendentes. Seu irmão foi Diogo Dias, também experiente navegador.
Foi o principal navegador da esquadra de Pedro Álvares Cabral em 1500. As terras do Brasil, até então desconhecidas pelos portugueses, confundiram os navegadores, que pensaram tratar-se de uma ilha, a que deram o nome de "Vera Cruz".

## Biografia
Na sua juventude serviu na fortaleza de São Jorge da Mina. Estava habilitado quer a determinar as coordenadas de um local, quer a enfrentar tempestades e calmarias como as do Golfo da Guiné.
Em 1487, D. João II confiou-lhe o comando de duas caravelas e de uma naveta de mantimentos com o intuito público de saber notícias do Preste João. Ao comando da caravela S. Pantaleão estava João Infante. O propósito não declarado da expedição seria investigar a verdadeira extensão para Sul das costas do continente africano, de forma a avaliar a possibilidade de um caminho marítimo para a Índia. Porém antes disso, capitaneara um navio na expedição de Diogo de Azambuja ao Golfo da Guiné.

### Obras

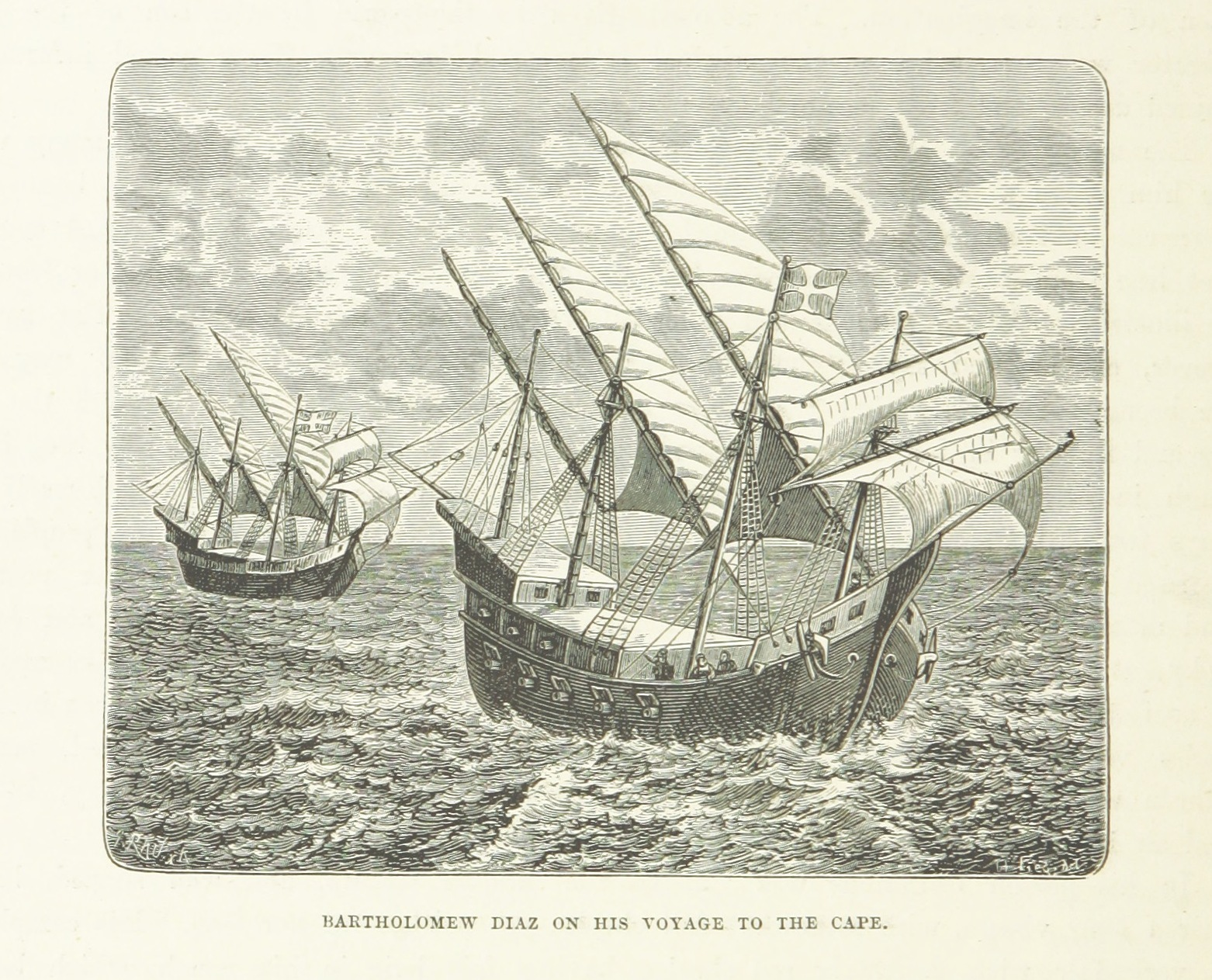
Caravelas São Cristóvão e São Pantaleão ao cruzar o Cabo da Boa Esperança

Navegador experiente, foi o primeiro a chegar ao cabo das Tormentas, como o batizou em 1488 (chamado assim pois lá encontrou grandes vendavais e tempestades), um dos mais importantes acontecimentos da história da navegação marítima. A expedição partiu de Lisboa em Agosto de 1487 e a bordo levavam dois negros e quatro negras, capturados por Diogo Cão na costa ocidental africana. Bem alimentados e vestidos, serão largados na costa oriental para que testemunhem junto daquelas populações daquelas regiões a bondade e grandeza dos portugueses, e ao mesmo tempo recolher informações sobre o reino do Preste João.
Em 8 de dezembro chegou no golfo de Santa Maria da Conceição (Walvis Bay, na atual Namíbia), o ponto mais a sul cartografado pela expedição de Diogo Cão. Continuando para sul, descobriu primeiro a Angra dos Ilhéus, sendo assaltado, em seguida, por um violento temporal. Treze dias depois, procurou a costa, encontrando apenas o mar. Aproveitando os ventos vindos da Antártida que sopram vigorosamente no Atlântico Sul, navegou para nordeste, redescobrindo a costa, que aí já tinha a orientação este-oeste e norte (já para leste do Cabo da Boa Esperança, assim renomeado o Cabo das Tormentas pelo rei português D. João II, assegurando a esperança de se chegar à Índia, para comprar as tão necessárias especiarias e outros artigos de luxo.
Antes, para se chegar à Índia era preciso apenas cruzar o Mar Mediterrâneo passando por Génova e Veneza, que eram grandes centros comerciais graças ao Renascimento, só que eram agora dominados pelos turcos. Precisando então cruzar o Atlântico, chamado naquele tempo de O Mar Tenebroso, acreditando-se que nele havia monstros devoradores de embarcações, e dar a volta à África, para se chegar à Índia), continuou para leste, cartografando diversas baías da costa da atual África do Sul (úteis no futuro como portos naturais), e chegando até à Baía de Algoa (800 km a leste do Cabo da Boa Esperança).
No entanto, a tripulação revoltada obrigou o capitão a regressar a Portugal pela linha da costa para oeste. No regresso, com a costa sempre visível, descobriu o Cabo das Agulhas, o ponto mais a sul do continente, e o Cabo da Boa Esperança, cuja longitude tinha contornado por alto mar na viagem de ida. Na viagem de volta colocou padrões de pedra nos principais pontos descobertos: a atual False Island, a ponta do Cabo da Boa Esperança, e o Cabo da Volta, hoje Diaz Point. Regressou a Lisboa em Dezembro de 1488. O sucesso da sua descoberta do caminho para a Índia não foi recompensado.
Acompanhou a construção dos navios e acompanhou a esquadra de Vasco da Gama em 1497 como capitão de um dos navios que tinha como destino São Jorge da Mina.
Seria em 1500 o principal navegador da esquadra de Pedro Álvares Cabral. A carta de Pero Vaz de Caminha faz diversas referências a ele, apontando para a confiança que nele tinha o capitão-mor. As terras do Brasil, até então desconhecidas pelos portugueses, confundiram os navegadores, que pensaram tratar-se de uma ilha, a que deram o nome de "Vera Cruz". Quando a armada de Cabral, após sua estada no litoral brasileiro, navegava em direção ao Cabo, um forte temporal causou o naufrágio de quatro navios, entre eles a nau de Bartolomeu Dias.

## Vida como navegador

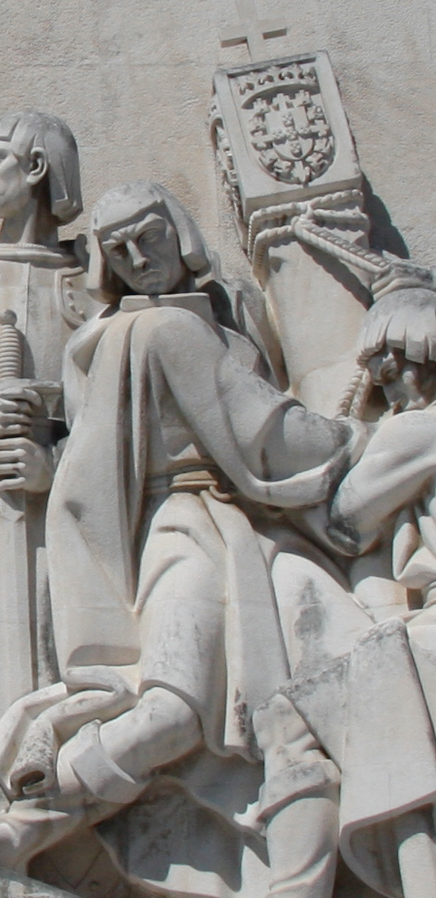
Efígie de Bartolomeu Dias erguendo um padrão, no Padrão dos Descobrimentos, em Lisboa, Portugal.

Em 1486, o rei D. João II passou o comando de uma expedição marítima a Bartolomeu Dias. A missão era procurar e estabelecer relações pacíficas com um legendário rei cristão africano, conhecido como Preste João. Ele tinha ordens também de explorar o litoral africano e encontrar uma rota para as Índias.
As duas caravelas de 50 toneladas e uma naveta auxiliar passaram primeiro pela angra dos Ilhéus (atual baía de Spencer) e o cabo das Tormentas. Entraram em seguida num violento temporal. Ficaram treze dias sem controle, enfrentando o vento e as ondas. Quando o mar acalmou, navegaram para leste em busca da costa, mas só encontraram mar.
Decidiram, então, ir para o norte, onde acharam diversos portos. Ao encontrar a foz de um rio, que batizaram de rio do Infante, a tripulação obrigou o capitão a voltar. Era o final de Janeiro e início de Fevereiro de 1488.
Bartolomeu Dias deu-se conta então que passara pelo extremo sul da África, o cabo que, por conta da tempestade, ele havia chamado de cabo das Tormentas. O rei D. João II viu a novidade com outros olhos e mandou mudar o nome para Boa Esperança. Afinal, uma expedição portuguesa provara que havia um caminho alternativo para o comércio com o Oriente.
A primeira representação cartográfica das zonas exploradas por Bartolomeu Dias é o planisfério de Henrique Martelo Germano. Em 1652, o mercador holandês Jan van Riebeeck fundaria um posto comercial na região que, mais tarde, se tornaria a Cidade do Cabo. Bartolomeu Dias voltou ao mar em 1500, no comando de um dos navios da frota de Pedro Álvares Cabral. Após passar pelas costas brasileiras, a caminho da Índia, Bartolomeu Dias morreu quando sua caravela naufragou, ironicamente, no cabo da Boa Esperança. Frágil, a caravela era um barco rápido, pequeno e de fácil manobra. Em caso de necessidade, podia ser movida a remo.
Os dados biográficos do navegador anteriores a essas viagens são escassos e contraditórios. A data de nascimento é ignorada. Foi Escudeiro Fidalgo da Casa Real e Administrador do Armazém da Guiné, e sabe-se que descendia de Dinis Dias. Há informações sobre um certo Bartolomeu Dias, mercador entre Lisboa e a Itália nos anos de 1475 e 1478; porém, pode ser outra pessoa com o mesmo nome.

## Homenagens
O seu feito nas costas africanas fê-lo ser imortalizado pelos dois mais famosos poetas portugueses. Além de ser personagem de Camões, em Os Lusíadas, Fernando Pessoa fez um epitáfio para ele:
"Jaz aqui, na pequena praia extrema,/ O Capitão do Fim. Dobrado o Assombro,/ O mar é o mesmo: já ninguém o tema!/ Atlas, mostra alto o mundo no seu ombro."
A Marinha Portuguesa atribuiu o seu nome a uma corveta a Bartolomeu Dias.
Foram impressas duas notas de 2000 escudos (Chapa 1 e Chapa 2) de Portugal do Banco de Portugal, e uma série de notas de 5$, 10$, 20$, 50$, 100$ e 500$ de Cabo Verde, bem como selos, com a sua imagem.

## Casamento e descendência
| Nome                                                                      | Nascimento | Morte | Notas |
| ------------------------------------------------------------------------- | ---------- | ----- | --- |
| ??? Sem registros mas supõe que seja da família Novais, teve dois filhos: |            |       | |
| Simão Dias de Novais                                                      | c.         |       | ; Casado com Joana Dias; |
| António Dias de Novais                                                    | c. 1480    |       | Cavaleiro da Ordem de Cristo, casado com Joana Fernandes, filha de Fernão Pires e de sua mulher Guiomar Montês, de quem teve um filho e uma filha; Paulo Dias de Novais e Guiomar de Novais, casada primeira vez com D. Rodrigo de Castro, viúvo de Leonor de Cabedo, com geração, e segunda vez com Pedro Correia da Silva, sem geração: |